# Derf Backderf
John Backderf (Richfield, Ohio, octubre de 1959) és un dibuixant de còmics estatunidenc conegut amb el pseudònim de Derf i Derf Backderf. És sobretot conegut per la tira còmica The City, la qual va aparèixer en múltiples publicacions entre 1990 i 2014. El 2016 Backderf va guanyar el premi de periodisme Robert F. Kennedy en la categoria de còmics.

## Biografia
Backderf va néixer a Richfield (Ohio), fill d'un químic. Va estudiar a les escoles superiors Eastview Junior High School i Revere High School, en les quals un dels seus companys de classe fou Jeffrey Dahmer, que esdevindria més tard en un assassí en sèrie.
Backderf es va graduar el 1978 i es va incorporar a l'Art Institute of Pittsburgh. Posteriorment, va estudiar a la Universitat Estatal d'Ohio.
A mitjans dels anys 1990 va treballar pel diari local Akron Beacon Journal.

## Obres

### The City
La tira còmica The City va aparèixer en més de 140 publicacions, la gran majoria diaris i revistes setmanals gratuïtes. La primera publicació fou al diari Cleveland Edition, el 1990, al qual seguirien, entre molts altres, publicacions com The Village Voice, The Chicago Reader, Cleveland Scene, Miami New Times, Houston Press, Pittsburgh City Paper, The Providence Phoenix, o Washington City Paper. El 2014, Backderf va anunciar que interrompia la sèrie The City per tal de concentrar-se en novel·les gràfiques.
Les tires de còmic The City foren reunides en la publicació The City: The World's Most Grueling Comic Strip (SLG Publishing, 2003).

### Novel·les gràfiques
- Trashed (SLG Publishing, 2002) és la primera novel·la gràfica de Derf. Són les memòries del temps que va passar treballant d'escombriaire a l'edat de 19 anys a la seva ciutat natal. Trashed va ser nominada a l'Eisner Award.

- Punk Rock & Trailer Parks (SLG Publishing, 2010) és una novel·la gràfica de 152 pàgines ambientada en l'efervescent escena punk d'Akron dels anys 1980. Alguns grups de música nascuts a aquesta època foren Devo, Chrissie Hynde, i The Cramps. La revista britànica de música Melody Maker va arribar a publicar que Akron era "el nou Liverpool". Punk Rock & Trailer Parks és una història fictícia que té per protagonista a Otto, un jove amb molt de talent que esdevé una estrella de l'escena punk de la ciutat d'Akron, coneguda també amb el sobrenom de Rubber City. El jove coincideix amb musics reals de l'escena underground i punk, com Wendy O. Williams, Stiv Bators, Lester Bangs, i el grup The Clash.

- My Friend Dahmer (Abrams Comic Arts, 2012) és una novel·la gràfica que Derf va iniciar el 1994, poc després de l'assassinat a la presó de l'assassí en sèrie Jeffrey Dahmer. La primera història fou publicada el 1997 al número 18 de la revista de còmics Zero Zero (Fantagraphics, juliol de 1997). Inicialment, la història havia sigut concebuda com una novel·la gràfica de 100 pàgines, però Derf no va trobar cap editor i va haver d'autoeditar-se el còmic, que va aparèixer el 2002 en un format reduït de 24 pàgines titulat My Friend Dahmer. Contra tot pronòstic l'autoedició va obtenir una nominació als premis de còmic Eisner i fins i tot un teatre en va fer una adaptació, concebuda com una obra de teatre d'un acte representada al NYU Theater Dept. La versió final de la novel·la gràfica, de 224 pàgines, fou publicada el 2012 i obtingué diverses nominacions a diferents premis de còmics, entre les quals destaca la nominació obtinguda al Festival del Còmic d'Angulema. La revista Time va qualificar el còmic com un des millors 5 llibres de no ficticis de 2012.

My Friend Dahmer se centra en la vida de Dahmer entre els 12 anys i fins al dia de la seva primera víctima, dues setmanes després d'haver-se graduat a l'escola superior. L'obra il·lustra l'amistat adolescent entre l'autor i Dahmer, durant la seva etapa junts a les escoles superiors Eastview Junior High i Revere High School. Backderf presenta a Dahmer com un sol·litari jove atormentat per les seves contradiccions internes i menyspreat pel món dels adults, i en fa un retrat empàtic però sense justificar els seus crims. En els seus episodis, la novel·la gràfica il·lustra la sol·litud de Dahmer, les seves comes etíl·liques, el seu comportament estrany per reclamar l'atenció o la seva pertorbadora fascinació pels animals atropellats.